# ديرما أطلس
ديرما أطلس (بالإنجليزية: DermAtlas)‏ هو موقع ويب مفتوح الوصول مخصصٌ لطب الجلد يستضيفه برنارد كوهين وكريستوف ليمان من جامعة جونز هوبكنز. يهدف الموقع إلى بناء أطلسٍ جلدي كبير وعالِ الجودة، ليكون قاعدة بيانات لصور الحالات الجلدية، إضافةً لتشجيع مستخدميه على إرسال صورٍ ووصلاتٍ لحالاتٍ جلديَّة لإدراجها في الموقع.
يُحرر الموقع بطريقةٍ تعاونية من قبل الأطباء في جميع أنحاء العالم ويتضمن اختبارًا عبر الإنترنت في طب الجلد، مما يسمح لأي شخصٍ باختبار معرفته في طب الجلد.
تتضمن قاعدة البيانات حاليًا أكثر من 10500 صورة وتتكون من صور سريرية وصور نسيجية، كما يركز الموقع بصورةٍ أساسيَّة على الحالات الجلديَّة في الأطفال.

## روابط خارجية
- أطلس الأمراض الجلدية التفاعلي